# Jaton
Jaton là một chi ốc biển, là động vật thân mềm chân bụng sống ở biển thuộc họ Muricidae, họ ốc gai.

## Các loài
Các loài thuộc chi Jaton bao gồm:
- Jaton angolensis Ryan[2]
- Jaton decussatus (Gmelin, 1791)[3]
- Jaton flavidus (Jousseaume, 1874)[4]
- Jaton hemitripterus (Lamarck, 1816)[5]
- Jaton sinespina Vermeij & Houart, 1996[6]